# عبد الله بن يزيد المقرئ
عبد الله بن يزيد بن عبد الرحمن القُرَشِي العَدَوي الأهوازي المقرئ (120 هـ - 213 هـ) أحد العلماء ومن رواة الحديث عند أهل السنة والجماعة.
كان مولى لآل عمر بن الخطاب، سكن مكة وأصله من ناحية البصرة. وقيل هو من ناحية الأَهْوَاز، سكن الأهواز وهو من شيوخ الإمام أحمد بن حنبل و من كبراء شيوخ الإمام البخاري. وكان من مقرئي القرآن الكريم. قال محمد بن عاصم الثقفي: «سمعت أبا عبد الرحمن يقول: أنا ما بين التسعين إلى المائة، وأقرأت القرآن بالبصرة ستا وثلاثين سنة، وها هنا بمكة خمسا وثلاثين سنة. »
مات بمكة في رجب سنة اثنتي أو ثلاث عشرة ومائتين.

## شيوخه وتلاميذه
- شيوخه ومن روى عنهم:[2]

حدث عن: ابن عون، وكهمس بن الحسن، وأبي حنيفة، وموسى بن علي بن رباح، وحيوة بن شريح، وحرملة بن عمران التجيبي، وشعبة بن الحجاج، وسعيد بن أبي أيوب، وعبد الرحمن بن زياد بن أنعم الإفريقي، ويحيى بن أيوب، والليث بن سعد، وعبد الله بن لهيعة، ومالك بن أنس، ومحمد بن عبد الله الشعيثي، والمسعودي، وعياش بن عقبة - عم لابن لهيعة - وورقاء بن عمر اليشكري، وخلق.
- تلاميذه ومن روى عنه:[2]

حدث عنه: البخاري، وأحمد بن حنبل، وإسحاق بن راهويه، وأبو خيثمة، وابن نمير، وهارون الحمال، والحسن بن علي الحلواني، ومحمد بن يحيى الذهلي، وعباس الدوري، ومحمد بن إسماعيل الصائغ، وبشر بن موسى، والحارث بن أبي أسامة، وهارون بن ملول، وأبو الزنباع روح بن الفرج القطان، وابن وارة، وعدد كثير.

## أقوال العلماء فيه
- وثّقه النسائي.
- قال محمد بن المقرئ: كان ابن المبارك إذا سئل عن أبي، قال: كان ذهبا خالصا.
- وقال أبو حاتم: هو صدوق.
- وقال الخليلي: حديثه عن الثقات حجة، وينفرد بأحاديث.